# Mitopus morio
Mitopus morio is een hooiwagen uit de familie Phalangiidae.
De zwarte vrouwtjes worden 6,4 tot 8,2 mm groot, de bruingekleurde mannetjes 4,2 tot 5,3 mm. Leeft vooral in bossen van over de hele wereld.